# Martín Sevilla Jiménez
Martín Sevilla Jiménez (Mula, Múrcia, 7 de novembre de 1951) és un economista i polític valencià d'origen murcià.

## Biografia
Membre de la Germania Socialista a la Universitat de València als anys setanta del segle xx, després passaria a militar al PSPV. Fou regidor d'urbanisme, tinent d'alcalde i portaveu del PSPV a l'Ajuntament d'Elx, entre 1983 i 1985. Aquest darrer any és nomenat Director General d'Administració Local de la Generalitat Valenciana fins a 1987, any en el qual es presenta a les eleccions autonòmiques pel Partit Socialista. Fou diputat a les Corts Valencianes des de 1987 fins a 1995, ostentant en alguna ocasió el càrrec de portaveu o síndic del grup parlamentari socialista a la cambra.
El juliol de 1991, el president Joan Lerma el nomena Conseller de Treball i Afers Socials, càrrec que ocupà fins a l'estiu de 1993 per a ocupar-se a continuació del departament d'Indústria, Comerç i Turisme fins a les eleccions de 1995, en les quals el PSPV perdria enfront del Partit Popular.
Martín Sevilla és catedràtic d'Economia Aplicada a la Universitat d'Alacant, membre del Consell d'Administració de la Caixa d'Estalvis del Mediterrani i de la Corporació Financera CAM-Bancaixa el 2002.
El juliol de 2011 va deixar el seu càrrec en el consell d'Administració de la CAM després que l'entitat fos recapitalitzada. El 2014 l'Audiència Nacional va iniciar una investigació penal per aclarir la seua presumpta responsabildad en les dietes de l'expresident de la CAM. Posteriorment, la Audiència Nacional es va inhibir i el cas va arribar a Alacant, on està previst que comence el seu judici a 2018.